# Stefan z Châtillon
Stefan z Châtillon (ur. ok. 1150, zm. 7 września 1208) – święty Kościoła katolickiego, przeor, biskup.
Pochodził z zamożnej rodziny i już w dzieciństwie wykazywał się niezwykłą pobożnością. W późniejszych czasach przypisywano cuda towarzyszące temu okresowi jego życia. W wieku 26 lat wstąpił do klasztoru zakonu kartuzów w Portes-lès-Valence. W latach 1196–1207 pełnił obowiązki przeora kartuzji, następnie powołany został na stolicę biskupią w Die. Sakrę przyjął dopiero pod wpływem nacisku papieża Innocentego III. Urząd sprawował do śmierci, która nastąpiła po dwunastu dniach.
Kult świętego zatwierdził papież Pius IX w 1852 roku. Wspomnienie liturgiczne przypada na dzienną rocznicę śmierci.